# Ester Wajcblum
Pour les articles homonymes, voir Wajcblum.
Ester Wajcblum, née le 16 janvier 1924 à Varsovie, morte le 6 janvier 1945 à Auschwitz, est une militante polonaise ayant pris part à résistance juive intérieure du camp d'Auschwitz. Elle est exécutée pour son rôle dans la révolte du Sonderkommando du 7 octobre 1944.

## Vie

### Famille
Ester, aussi prénommée Estusia ou Esterka, nait de Jakub Wajcblum et Rebeka Jaglom à Varsovie, en Pologne. Les deux parents sont sourds, et son père gère une usine employant des travailleurs sourds pour fabriquer des objets artisanaux en bois (avec succès puisqu'il expose à l'Exposition universelle de 1937 à Paris et en 1939 à l'Exposition universelle de New York). Elle a une sœur aînée, Sabina, et une sœur cadette, Hanka Wajcblum (Anna Heilman),.

### Ghetto de Varsovie

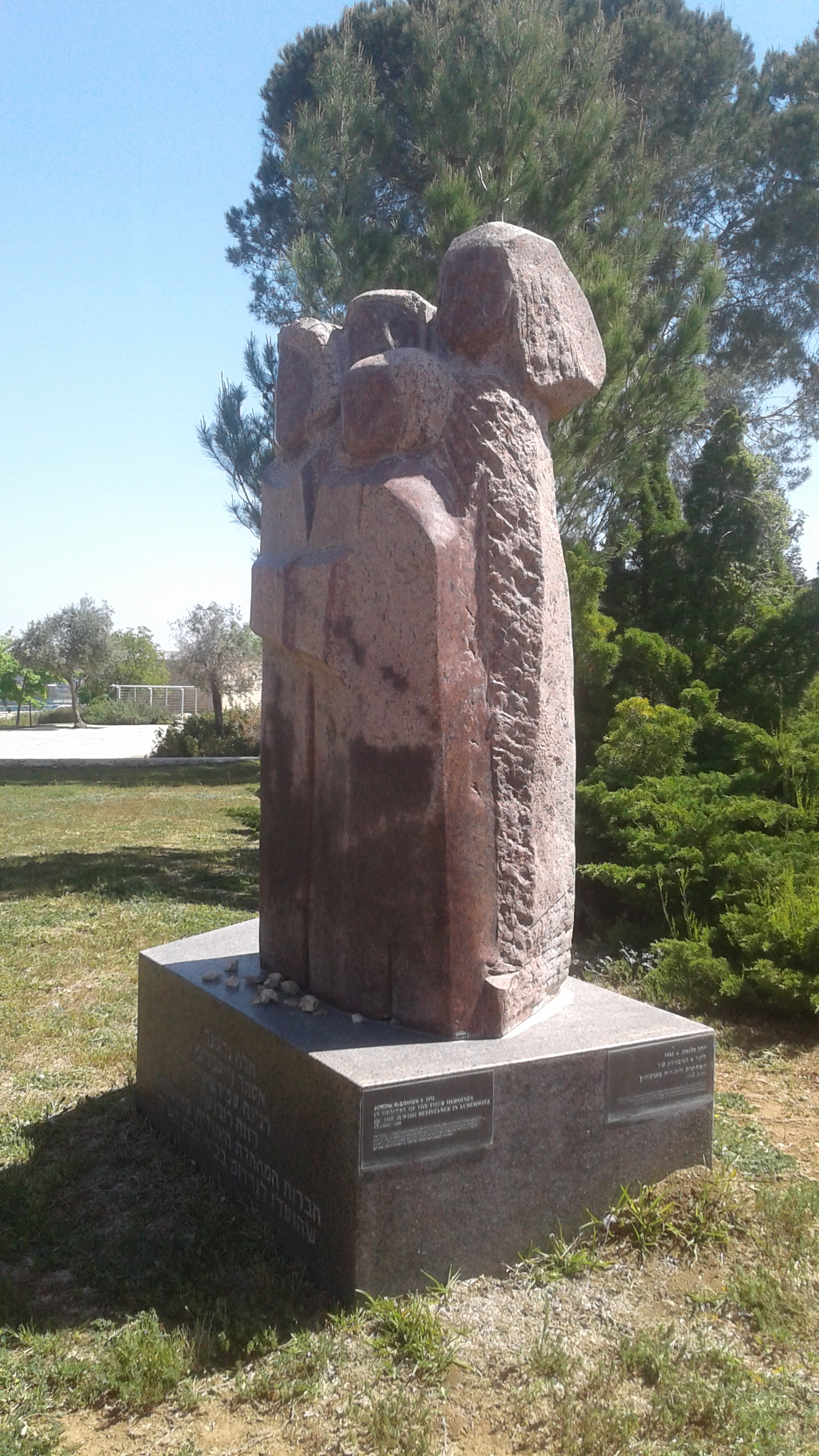
Monument à la mémoire d'Ester Wajcblum et des trois autres femmes exécutées pour leur participation au soulèvement du Sonderkommando à Auschwitz le 7 octobre 1944. Statue au Yad Vashem.

La famille, à l'exception de Sabina qui est mariée et a quitté la Pologne, est enfermée dans le ghetto de Varsovie. En mai 1943, tous les membres de la famille sont déportés à Majdanek et les deux parents y sont immédiatement assassinés.

### Internement à Auschwitz, résistance et mort
Ester et sa sœur Hanka sont transférées à Auschwitz-Birkenau en septembre 1943. À leur arrivée, elles sont affectées aux travaux forcés dans la salle des poudres à canon de Weichsel-Union-Metalwerke (Usine de munitions de l'Union).
Les deux sœurs rejoignent le mouvement clandestin de résistance intérieure. Avec d'autres déportées, Ala Gertner, Regina Safirsztajn et Rose Grunapfel Meth, elles font sortir clandestinement de la poudre à canon de l'usine. Roza Robota, une prisonnière qui travaille dans la confection de vêtements à Birkenau, transmet ensuite la poudre à des membres du Sonderkommando, un groupe de prisonniers des camps de la mort forcés de brûler dans des crématoriums les corps des personnes assassinées dans la chambre à gaz,. Le 7 octobre 1944, une insurrection éclate et les Sonderkommandos utilisent la poudre à canon pour faire exploser le Crématoire IV à Birkenau. 
Une enquête mène à l'arrestation d'Ester Wajcblum, Ala Gertner, Roza Robota et Regina Safirsztajn. Emprisonnées, torturées, elles sont exécutées publiquement à Birkenau, le 5 janvier 1945 par pendaison, quelques semaines avant la libération du camp. 
La sœur d'Ester Wajcblum, Hanka, n'est pas repérée, survit à Auschwitz et à la guerre. Elle décède en 2011 à Ottawa (Canada).